# Service (Musik)
In der anglikanischen Kirchenmusik bezeichnet Service die musikalische Komposition bestimmter Teile der Liturgie, in der Regel für Chorgesang mit oder ohne Orgelbegleitung.
Die zu vertonenden Abschnitte des anglikanischen Gottesdienstes sind:
Morning Prayer
- Venite (Psalm 95 – nach der englischen Restauration selten vertont)
- Te Deum oder Benedicite
- Benedictus (Lk 1, 68) oder Jubilate (Psalm 100)

Holy Communion
- Responsorien zu den Zehn Geboten
- Credo
- Sanctus
- Gloria

(Die Ordnung folgt dem Book of Common Prayer; die moderne anglikanische Liturgie ist weitgehend der römisch-katholischen Messe angeglichen).
Evening Prayer
- Magnificat oder (selten) Cantate Domino (Psalm 98)
- Nunc dimittis oder (selten) Deus misereatur (Psalm 67)

Ein Full Service umfasst alle drei dieser Gebetszeiten. Mit dem Verschwinden täglicher Morgengottesdienste aus der Anglikanischen Liturgie und der Einschränkung der Chorbeteiligung im Communion Service wandten sich die Komponisten verstärkt dem Abendgottesdienst (Evening Service) zu. Der Trauergottesdienst (Burial Service, vgl. Requiem) ist manchmal gesondert vertont worden.
In der Tudorzeit und im frühen 17. Jahrhundert wurden Services als „Short“, „Great“ oder „Verse“ Services bezeichnet. Verse Services beinhalteten Abschnitte für Solostimmen, Short Services waren schlichtere Vertonungen für (meist) vierstimmigen Chor, die a cappella ausgeführt werden konnten, Great Services (von denen der berühmteste der von William Byrd ist) waren lang und ausgefeilt und wahrscheinlich besonderen Anlässen vorbehalten. Nach der Restauration entfielen diese Bezeichnungen und die Services wurden anhand der Tonart unterschieden (z. B. Henry Purcells Service in g o. ä.). Moderne Vertonungen sind oftmals nach der Kirche oder dem Chor für den sie komponiert wurden benannt, wie z. B. Collegium Magdalenae Oxoniense von Kenneth Leighton für Magdalen College oder der Gloucester Service von Herbert Howells für Gloucester Cathedral.